# Jacob Tullin Thams
Jacob Tullin Thams, né le 7 avril 1898 à Oslo et mort le 27 juillet 1954 dans la même ville, est un sauteur à ski et un skipper norvégien. Premier champion olympique de saut à ski en 1924 et champion du monde en 1926, il est l'un des seuls athlètes à avoir remporté une médaille olympique lors des Jeux olympiques d'hiver et d'été après avoir obtenu une médaille d'argent en voile aux Jeux d'été de 1936.

## Biographie
En 1924, lors des Jeux olympiques de Chamonix, Jacob Tullin Thams réalise deux bonds de 49 mètres, ce qui lui fait remporter le concours de saut à ski avec un total de 18,96 points. Après la compétition, il est autorisé avec trois autres Norvégiens à tenter de battre le record du monde de longueur en saut à skis. Avec un élan supérieur de 25 mètres à celui du concours olympique, il effectue un saut de 58,5 mètres pour battre le record du monde de 4,5 mètres en clôture des Jeux de Chamonix,. Il remporte de 1924 à 1927, la partie de saut de la course de Holmenkollen, qui est une épreuve de combiné nordique, mais n'obtient aucun résultat sans le top dix du fait de son niveau moindre en ski de fond.
Défendant son titre olympique à Saint-Moritz en 1928, il est énervé par un différend avec les hôtes suisses sur la hauteur du départ depuis le tremplin. Après un premier saut qui le place cinquième, il s'envole lors de son deuxième saut pour atterrir à 73 mètres — le plus long saut enregistré à l'époque — mais tombe, ce qui lui vaut de perdre des points de style et d'être relégué à la 28e place du classement.
En août 1936, il fait partie des six skippers du bateau de 8 mètres norvégien qui obtient la médaille d'argent aux Jeux olympiques de Berlin, faisant de lui l'un des seuls athlètes à être médaillé dans une édition estivale et dans une édition hivernale des Jeux olympiques.
Il remporte la médaille Holmenkollen en 1926.

## Palmarès

### Jeux olympiques
| Épreuve / Édition | Chamonix 1924 | St-Moritz 1928 | Berlin 1936 |
| Saut à ski        | Or            | 28e            |             |
| Voile 8 m         |               |                | Argent      |

### Championnats du monde
| Épreuve / Édition | Lahti 1926 |
| Saut à ski        | Or         |